# Clavi-viola
La clavi-viola è uno strumento musicale progettato da Leonardo da Vinci. Il progetto è descritto nel foglio 93r del Codice Atlantico e, anche se il foglio risulta gravemente mutilato, l'idea di Leonardo è chiaramente visibile in un piccolo disegno nella parte bassa del foglio. Il foglio, ricco di numerosi dettagli costruttivi, ma con poche indicazioni testuali, è interamente dedicato al progetto.

## Storia
Leonardo è stato autore di molti progetti musicali: dai più semplici strumenti di carattere meccanico, come tamburi usati prevalentemente per impieghi militari, a strumenti anche molti complessi, come quello della clavi-viola. La clavi-viola è un progetto autonomo e non va confuso con la viola organista (Codice Atlantico f. 586 e atri), un progetto completamente diverso. La viola organista è uno strumento, ampiamente studiato dallo storico Emanuel Winternitz nel 1964, e riprodotto dal costruttore giapponese Akio Obuchi. Mentre la viola organista ha un complesso sistema composto da più ghironde allineate ed è suonata similmente ad un clavicembalo, la clavi-viola è alimentata da un unico arco continuo ed è pensata come uno strumento trasportabile, da utilizzare durante cortei e feste.
Il nome clavi-viola è stato coniato da Edoardo Zanon, condirettore scientifico del Mondo di Leonardo. Il nome deriva dal fatto che questo strumento veniva suonato con la tecnica del clavicembalo attraverso una tastiera, ma emetteva un suono simile a quello della viola. Lo studio di questo particolare strumento è stato affrontato per la prima volta da Mauro Carpiceci (1978), ma nessuno mai ne aveva tentato la costruzione.

## Funzionamento
Il progetto è estremamente complesso e testimonia la profonda conoscenza da parte di Leonardo della disciplina musicale e delle tecniche costruttive più avanzate. La clavi-viola veniva indossata attraverso un imbrago posto sul lato posteriore. Una leva laterale veniva legata alla caviglia del musicista; mentre quest'ultimo camminava il movimento della leva azionava un meccanismo interno che a sua volta metteva in moto un singolare nastro di crini di cavallo o una semplice fettuccia intrisa di pece. A questo punto il musicista, con entrambe le mani libere e sempre camminando, poteva azionare una tastiera e suonare brani polifonici a più voci. Ad ogni pressione di un tasto infatti la corda corrispondente si avvicinava al nastro in movimento producendo un suono simile a quello di uno strumento ad arco.
Il risultato doveva essere straordinario in quanto, secondo l'idea di Leonardo, un unico esecutore poteva suonare la musica di un quartetto, muovendosi durante cerimonie e feste cortigiane.
Non è dato sapere se Leonardo si sia mai cimentato nella costruzione di questo strumento, ma i dettagli costruttivi estremamente  chiari rendono credibile l'ipotesi che qualcosa abbia tentato di costruire.

## Riproduzioni
Partendo dagli studi di Carpiceci e Winternitz nel 2005  Zanon ha costruito i primi modelli 3D della claviviola, riproducendone digitalmente il funzionamento. Nel 2008 in occasione della mostra Codigo Atlántico presso il Museo del Niño Papalote (Città del Messico, Messico 29 aprile - 31 agosto 2008) venne esposto il primo prototipo della Clavi-viola. La costruzione del primo modello funzionante vide la luce per conto del centro studi Leonardo3 grazie alla collaborazione di Edoardo Zanon con il liutaio ravennate Marco Minnozzi e l'artigiano Pino Zampiga e il primo modello funzionante fu presentato (in anteprima mondiale) in occasione della mostra Leonardo da Vinci's Workshop (Times Square, New York, USA - 21 novembre 2009 - 14 marzo 2010). Dal 2013 il modello è esposto presso Il mondo di Leonardo a Milano.

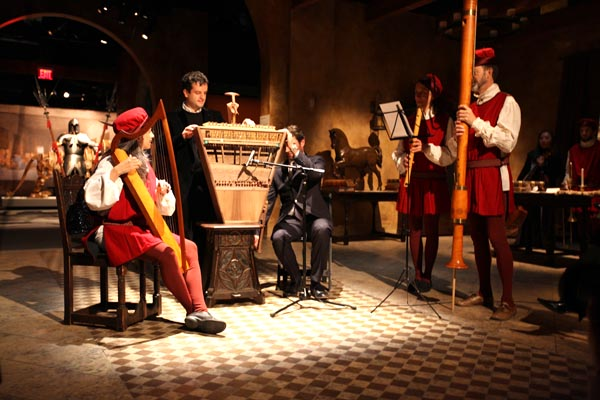
Il primo modello funzionante della Clavi-viola (Harpsichord-viola) venne suonata per la prima volta in occasione della mostra Leonardo da Vinci's Workshop a New York nel 2010. Dal 2013 il modello è esposto presso Il mondo di Leonardo a Milano,